# Золотой глаз (фильм, 1995)
«Золотой глаз» (англ. GoldenEye) — семнадцатый фильм бондианы (серии фильмов про вымышленного агента 007 британской разведки Джеймса Бонда, героя романов Яна Флеминга). Снятая Мартином Кэмпбеллом в 1995 году, картина, в отличие от своих предшественников, не опирается на произведения Яна Флеминга. Сюжет был задуман и написан Майклом Франсом и в дальнейшем отредактирован другими авторами.
Название фильма отсылает к операции Goldeneye, которая во время Второй мировой войны разрабатывалась Яном Флемингом, служившим в то время в Управлении военно-морской разведки Великобритании. Так же Флеминг впоследствии назвал свой особняк на Ямайке, где им были написаны романы о Бонде.
«Золотой глаз» вышел в 1995 году после правовых споров, вызвавших шестилетний перерыв в серии, в ходе которого Тимоти Далтон был уволен с роли Джеймса Бонда и заменён Пирсом Броснаном. Был проведён также новый кастинг на роль М, её новой исполнительницей (вместо Роберта Брауна) стала Джуди Денч. Это — первый фильм из серии бондианы, вышедший после окончания Холодной войны и распада СССР.
Фильм был номинирован на премию BAFTA в двух номинациях: «Лучшее достижение в области специальных визуальных эффектов» и «Лучший звук».

## Сюжет
1986 год. Холодная война продолжается, но СССР теряет былую хватку из-за смены политического курса. Два агента МИ-6 — агент 006 Алек Тревельян и агент 007 Джеймс Бонд — выполняют секретное задание по взрыву химического завода рядом с плотиной в Архангельске. Цель проста: проникнуть на базу и подорвать склад со взрывчатым газом. Во время этой операции полковник Советской Армии Аркадий Григорьевич Урумов ловит и убивает Тревельяна выстрелом в голову из ПМ, из-за чего Бонд вынужден перевести таймер на бомбах с 6 на 3 минуты и сбежать с завода на самолёте за мгновение до взрыва.
Прошло 9 лет. Советский Союз распался. Бонд отправляется в Монте-Карло на разведывательную миссию, при этом успев соблазнить посланного приглядывать за ним женщину-психолога. Вечером в казино он знакомится с Ксенией Онатопп, бывшим советским лётчиком-испытателем, являющейся членом преступного синдиката «Янус», разъезжающей на Ferrari с фальшивыми французскими номерами. Ночью она на своей яхте во время секса душит любовника, канадского адмирала Чака Фаррела, пока «некто» забирает себе его пропуск. Утром Джеймс Бонд проникает на эту яхту и находит тело адмирала. Он отправляется на военную презентацию европейского вертолёта-невидимки «Tiger» компании «Eurocopter», которая проходит в Монте-Карло. Там Ксения убивает двух пилотов и передаёт форму Аркадию Урумову, который к этому времени уже стал генерал-полковником и начальником Военно-космических сил РФ. Именно Урумов был тем, кто проник в каюту адмирала и забрал пропуск. Они оба проходят на презентацию и угоняют вертолёт, несмотря на попытку Бонда остановить их.
Вертолёт прилетает на российскую спутниковую станцию «Северная» в Сибири. Это база секретного правительственного проекта «Золотой глаз». Это оружие представляет собой спутники, которые создают мощные электромагнитные импульсы, выводящие из строя всю электронику в точке поражения на Земле. На тот момент действующими были только два спутника — «Петя» и «Миша». Урумов, будучи главой космической обороны России и куратором проекта, без труда приказывает командиру «Северной» приготовить «Петю» к активации, ссылаясь на проверку боеготовности. Как только спутник становится готовым к залпу, Ксения убивает почти всех служащих станции, а Урумов активирует космическое оружие. Он направляет удар на станцию «Северная», чтобы замести следы своего присутствия, и улетает на вертолёте вместе с Ксенией и их сообщником, программистом Борисом Грищенко. Один из служащих станции успевает до своей гибели включить сигнал тревоги, и к «Северной» направляются три МиГ-29 российских ВВС. Однако «Золотой глаз» уничтожает и самолёты вместе с пилотами и саму станцию. Украденный Ксенией и Урумовым вертолёт «Tiger» не чувствителен к электромагнитным импульсам, поэтому они спокойно улетают. За событиями следили люди из МИ-6 через спутник, также уничтоженный импульсом «Золотого глаза». Позже, использовав другой спутник, они заметят, что на «Северной» была одна чудом выжившая — женщина-программист Наталья Фёдоровна Семёнова, которая выбралась из-под обломков спутниковой тарелки и добралась до ближайшего города на собаках.
Новый М понимает, что в этом деле замешана «русская мафия», а именно неуловимый «Янус». Она отправляет Бонда из Лондона в Санкт-Петербург разобраться в этой ситуации, хотя считает агента 007 пережитком Холодной войны. Перед этим Q снабжает Бонда несколькими своими новыми изобретениями: ремнём со стальным тросом, ручкой-гранатой, новыми часами со взрывателем и машиной BMW Z3. Также он отдаёт Бонду билет авиакомпании British Airways маршрутом Лондон — Санкт-Петербург. В это время в Санкт-Петербурге проводится совет Министерства обороны Российской Федерации во главе с министром обороны Дмитрием Мишкиным. На нём выступает Урумов, говоря, что это нападение осуществили сибирские сепаратисты, желающие дестабилизировать и так шаткую ситуацию в стране, а также просит отставки из-за неспособности справиться с потерей изысканий по «Золотому глазу». Но Мишкин считает, что было бы опрометчиво обвинять во всём этом сибирских сепаратистов, так как двое программистов — уже упоминавшаяся Наталья Семёнова и Борис Грищенко — спаслись. Урумов заявляет, что готов начать расследование. Тем временем Бонда в аэропорту Пулково встречает резидент ЦРУ в Советском Союзе и России Джек Уэйд.
Уэйд выводит 007 на русского мафиози, бывшего агента КГБ СССР Валентина Дмитриевича Жуковского, которому Бонд когда-то прострелил ногу и уехал с тогдашней подружкой Жуковского. Тот считает, что нападение с «Золотого глаза» — дело рук его соперников-мафиози из группировки «Янус». Агент 007 заключает с Жуковским выгодную для него сделку с перепродажей оружия, его выводят на «Янус». Валентин говорит, что синдикат возглавляет белоказак, из тех, что воевали на стороне нацистской Германии. По наводке Валентина, Бонд направляется в турецкие бани, где его встречает Ксения. Она пытается убить его также, как и Фаррела, но терпит фиаско. Теперь под дулом пистолета, Бонд заставляет вывести её на лидера «Януса». В это время в Санкт-Петербург приезжает Наталья Фёдоровна Семёнова, выжившая программистка с «Северной». Она связывается с Грищенко, тот приводит её в собор Смоленской Божьей Матери, где её хватают люди «Януса».
Ксения Онатопп привозит Бонда на свалку, полную скульптур и атрибутики СССР. Там Бонд встречается с главой «Януса», которым оказывается бывший агент 006 МИ-6 и бывший друг Бонда — Алек Тревельян. Он рассказывает, как сымитировал свою смерть в Архангельске, после чего вступил в русскую мафию. Взрыв бомб на химическом заводе в 1986 году, таймеры которых Бонд перевёл с 6 до 3 минут, сильно повредил его лицо. Алек оказался казаком, родители которого, воевавшие на стороне нацистской Германии, погибли во время выдачи казаков британцами СССР в 1945 году. Алек признаётся Бонду, что всю жизнь ненавидел англичан, поклявшись отомстить за родителей. После этого Тревельян усыпляет и связывает Бонда, сажает его вместе с Семёновой в вертолёт-невидимку и запускает ракеты вертолёта по нему самому. Бонду удаётся катапультироваться вместе с Семёновой из вертолёта и чудом остаться в живых. Но в это время на свалку приезжают военные и арестовывают обоих. Они доставляют Бонда и Семенову в следственный изолятор, где Бонд познакомился с Натальей.
Их допрашивает лично министр обороны Мишкин, который подозревает Бонда и Наталью в сговоре с целью подрыва боеспособности России, но программистка рассказывает министру, что за атакой на «Северную» стоит Урумов. Прибывшего в изолятор генерала пытаются арестовать, но Урумов убивает конвоиров и Дмитрия Мишкина из пистолета Бонда. Бонд нападает на Урумова и вместе с Натальей пытается сбежать. Приспешники Урумова ловят Семёнову и сажают в генеральскую «Волгу». Урумов едет к Тревельяну, но его пытается догнать Бонд, угнавший танк Т-55. Он едет на танке по Санкт-Петербургу, его безуспешно пытаются остановить солдаты и милиционеры. Урумов привозит Семёнову в бронепоезд Тревельяна, но Бонд, поставив танк на пути, останавливает его и берёт на прицел Тревельяна. Урумов угрожает пистолетом Наталье. Бонд отвлекает Урумова и убивает его, но даёт время Ксении и Алеку сбежать и закрыть двери. Улетая на вертолёте, Алек по радиосвязи сообщает Бонду, что запущен режим самоуничтожения и что у Бонда на спасение есть «те же самые 6 минут», намекая на их последнее совместное задание. Бонд и Наталья спасаются, перед этим Наталья успевает взломать компьютер Грищенко и отследить местоположение базы Тревельяна — Куба.
Бонд и Наталья отправляются на Кубу, где им вновь помогает резидент ЦРУ Джек Уэйд. Бонд и Наталья на предоставленном Уэйдом самолёте прочёсывают Кубу, но не могут найти центр управления, пока их не сбивает ракета, выпущенная со дна озера. Они выживают при крушении самолёта, но Ксения Онатопп обнаруживает их и пытается убить. Бонд из автомата Ксении убивает пилота, от чего вертолёт падает, а при падении машины Ксению пригвождает к разветвлённому дереву и она погибает от перелома позвоночника. Агент 007 говорит о ней: «Она любила высокие отношения». Немногим позднее Бонд и Наталья находят спрятанный на дне озера центр Тревельяна и проникают на станцию, но Бонда после короткой перестрелки ловят люди Алека.
В то время, пока Наталья проникает в главный компьютер, Травельян рассказывает Бонду о своём плане — перевести все деньги с лондонских банков на свой счёт и затем ударить при помощи спутника электромагнитным импульсом по Лондону, стерев все базы данных банков, полиции и разведки, отправив Великобританию в каменный век. Наталью тоже ловят, чему оказывается рад Борис. Она бьет его, и говорит, что из-за него могут умереть страшными смертями миллионы невинных людей. Оказалось, Наталья смогла переписать коды доступа «Золотого глаза», будучи ответственной за системы наведения, и перенаправила спутник «Миша» в стратосферу над Атлантикой. Борис, считающий Наталью недостойной его таланта, пытается взломать её коды, вертя в пальцах взрывающуюся ручку Бонда, в процессе случайно взведя её. Через пару секунд, когда у Бориса сдают нервы, Бонд хватает ручку и бросает её в лужу от пробитых баков с хладагентом, что приводит к пожару. Бонд и Наталья в начавшейся неразберихе сбегают наружу. Оставив Наталью около лифта, Бонд отправляется на антенну. Тем временем, Алек сам направляется наверх, оставив с Борисом одного из подчинённых.
На вершине антенны, между двумя агентами МИ-6 завязывается поединок, за которым наблюдает Наталья, взявшая пилота на прицел пистолета, несмотря на наказ Бонда «сидеть тихо». Борису удается взломать коды Натальи, но антенна оказывается заблокирована Бондом и последний спутник проекта «Золотой глаз» взрывается, не дойдя до стратосферы. В конце драки Бонд держит Алека за ногу и отпускает, отвечая на вопрос «За Англию, Джеймс?» — «Нет… За меня». Тревельян падает с антенны и ломает себе позвоночник, но выживает.
Привод антенны взрывается, и та падает на ЦУП, убивая Тревельяна, а через несколько секунд и Бориса, которого окатило жидким азотом. Джеймс и Наталья спасаются, улетев на вертолете Тревельяна. Их находят люди Уэйда и забирают на базу в Гуантанамо.

## В ролях
| Актёр             | Роль |
| ----------------- | --- |
| Пирс Броснан      | сотрудник британской разведки МИ-6 Джеймс Бонд Агент 007 |
| Шон Бин           | сотрудник британской разведки МИ-6 Алек Тревельян Агент 006 / Янус, глава преступного синдиката                                                                     |
| Изабелла Скорупко | программист на российской спутниковой станции «Северная» Наталья Федоровна Семёнова                                                                                 |
| Фамке Янссен      | член преступного синдиката «Янус», экс-пилот советских ВВС Ксения Онатопп                                                                                           |
| Джо Дон Бейкер    | резидент ЦРУ США в СССР и РФ Джек Уэйд |
| Джуди Денч        | глава британской секретной службы МИ-6 M |
| Готфрид Йон       | полковник Советской Армии / генерал-полковник Российской армии, начальник Космических войск Российской Федерации, Герой Советского Союза Аркадий Григорьевич Урумов |
| Робби Колтрейн    | русский мафиози, бывший агент КГБ СССР Валентин Дмитриевич Жуковский                                                                                                |
| Алан Камминг      | русский программист и компьютерщик-хакер Борис Грищенко |
| Чеки Карио        | министр обороны Российской Федерации Дмитрий Мишкин |
| Десмонд Ллевелин  | специалист по снабжению Бонда, Q |
| Саманта Бонд      | секретарь М мисс Манипенни |
| Майкл Китчен      | начальник управления персонала МИ-6 Билл Таннер |

| Актёр              | Роль                                                 |
| ------------------ | ---------------------------------------------------- |
| Билли Митчелл      | жертва Ксении адмирал канадского ВМФ Чак Фаррелл     |
| Минни Драйвер      | любовница Жуковского Ирина                           |
| Серена Гордон      | психолог МИ-6 и девушка Бонда Кэролайн               |
| Саймон Кунц        | дежурный офицер на «Северной»                        |
| Павел Дуглас       | капитан французского военного корабля                |
| Оливье Лаждоус     | капитан французского военного корабля                |
| Константин Грегори | менеджер российского компьютерного магазина          |
| Мишель Артур       | Анна                                                 |
| Равиль Исянов      | пилот «МиГ»                                          |
| Владимир Миланович | крупье                                               |
| Тревор Байфилд     | машинист                                             |
| Питер Маджер       | телохранитель Валентина Дмитрий                      |
| Мартин Кэмпбелл    | велосипедист (в титрах не указан)                    |
| Майкл Дж. Уилсон   | член Совета безопасности России (в титрах не указан) |

В качестве ЦУП выступила крупнейшая в мире Обсерватория Аресибо. Сцены погони с танком, а также марша российских солдат были отсняты в Санкт-Петербурге и частично в Великобритании. Вместо петербургского собора Смоленской Божьей Матери съемочная группа использовала греческую церковь в Лондоне, а терминалом аэропорта Пулково служили постройки на территории ипподрома в графстве Суррей. Плотина, с которой агент 007 прыгал на крышу химического завода в Архангельске — это дамба Контра в швейцарском кантоне Тичино, расположенная недалеко от Локарно.

## Саундтрек
Композитором к этой серии фильма о спецагенте Джеймс Бонде выступил Эрик Серра. Заглавная музыкальная тема GoldenEye была написана Боно и The Edge, исполнена Тиной Тёрнер, трек был выпущен EMI 14 ноября 1995 года. Шведская группа Ace of Base претендовала на создание саундтрека к этой серии бондианы, однако их версия была отозвана лейблом Arista Records, опасаясь негативных последствий в случае провала фильма. На их альбоме 2002 года Da Capo, песня вышла с названием «The Juvenile».

## Критика
Некоторые критики рассматривали фильм как обновление серии, и считали Броснана определённо лучше своего предшественника.

## Награды
- 1996 — Премия «Golden Screen» за лучший фильм;
- 1996 — Премия «BMI Film Music Award» за лучшую музыку к фильму (Эрик Серра);
- 1996 — Номинация на премию канала «MTV» за лучшую драку (Пирс Броснан, Фамке Яссен);
- 1996 — Номинация на премию канала «MTV» за лучший сэндвич, показанный в кино;
- 1996 — Номинация на премию BAFTA за лучший звук;
- 1996 — Номинация на премию BAFTA за лучшие визуальные эффекты;
- 1996 — Номинация на премию «Сатурн» лучшему актёру (Пирс Броснан);
- 1996 — Номинация на премию «Сатурн» за лучший фильм.

### Книга по фильму
В 1995 году Джон Гарднер стал автором новеллизации фильма.